# Triptognathus figulus
Triptognathus figulus är en stekelart som först beskrevs av Wilhelm Ferdinand Erichson 1851.  Triptognathus figulus ingår i släktet Triptognathus och familjen brokparasitsteklar. Arten är reproducerande i Sverige. Inga underarter finns listade i Catalogue of Life.